# Eduardo Salino
Eduardo Salino de Moura Eça, nome artístico Eduardo Salino, carioca, nascido em 12 de fevereiro de 1973, iniciou seus estudos de Iluminação em 1991 com Aurélio de Simone quando ainda era operador de som. Depois seguiu como assistente de Jorginho de Carvalho e posteriormente de Luis Carlos Bimbão.

## Trabalhos
Em 2001 abriu sua primeira empresa - "Eduardo Salino Associados". Além dos projetos de iluminação para Teatro, também ilumina e cenografa dança, shows, eventos. Em 2002 escreveu e dirigiu a peça "Bandeira em Concerto", em homenagem ao poeta Manuel Bandeira. Dentre seus projetos destacam-se:
- A paixão de Cristo, com direção de Silvio Curtis.
- Allan Kardec, com direção de Rogério Fabiano.
- Nós na Fita, com direção de Alexandre Régis.
- Morte e vida Severina, com direção de Cristina Pereira.
- A cantora careca, com direção de Felipe Camargo.
- Lembrar é resistir, com direção de Nelson Xavier.

E em shows: Luiza Possi, Celebrare, Grupo Raça, Rita Ribeiro, Projeto Pixinguinha, Guilherme Arantes, Joanna, entre outros.